# Uroplectes formosus
Espèce
Synonymes
- Buthus groutii Wood, 1869
- Scorpio spinicaudus Gervais, 1844

Uroplectes formosus est une espèce de scorpions de la famille des Buthidae.

## Distribution
Cette espèce se rencontre en Afrique du Sud, au Lesotho, en Eswatini et au Mozambique.

## Description

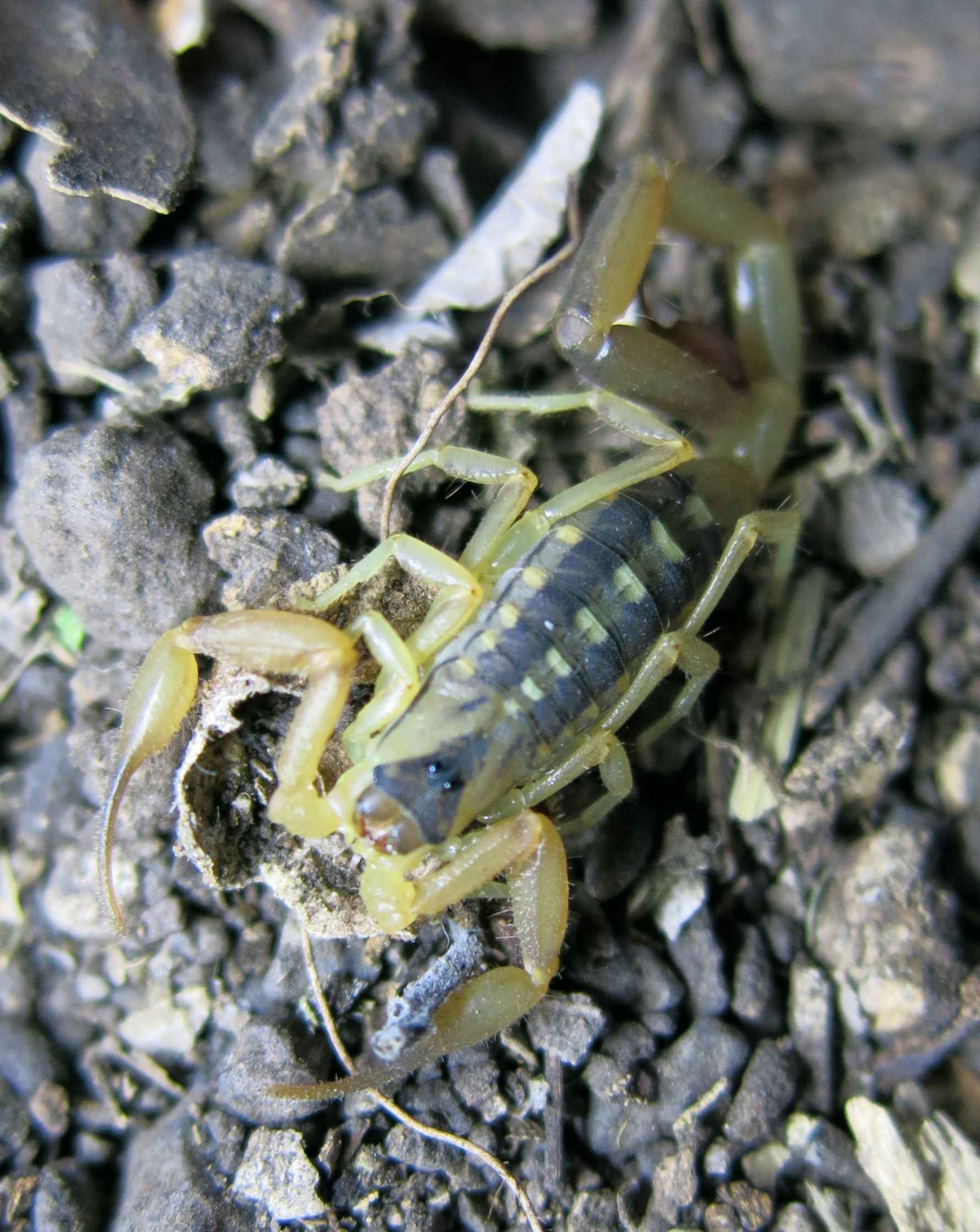
Uroplectes formosus

La femelle syntype mesure 28,5 mm.

## Liste des sous-espèces
Selon The Scorpion Files (01/04/2021) :
- Uroplectes formosus basuticus Hewitt, 1927
- Uroplectes formosus formosus Pocock, 1890
- Uroplectes formosus maculipes Hewitt, 1918
- Uroplectes formosus spenceri Pocock, 1896

## Publications originales
- Pocock, 1890 : « A revision of the genera of Scorpions of the family Buthidae with descriptions of some South-African species. » Proceedings of the Zoological Society of London, vol. 10, p. 114–141 (texte intégral).
- Pocock, 1896 : « A further revision of the species of Scorpions belonging to the South-African genera Uroplectes, Lepreus and Tityolepreus. » Annals and Magazine of Natural History, sér. 6, vol. 17, p. 377-393 (texte intégral).
- Hewitt, 1918 : « A survey of the scorpion fauna of South Africa. » Transactions of the Royal Society of South Africa, vol. 6, p. 89-192 (texte intégral).
- Hewitt, 1927 : « On some new arachnids from South Africa. » Records of the Albany Museum, vol. 3, no 5, p. 416-429.